# Acantholycosa katunensis
Acantholycosa katunensis Marusik, Azarkina & Koponen, 2004 è un ragno appartenente alla famiglia Lycosidae.

## Etimologia
Il nome della specie deriva dalla zona di rinvenimento: la catena montuosa dei Monti Katun, nella parte russa dei Monti Altaj.

## Caratteristiche
L'olotipo maschile rinvenuto ha lunghezza totale è di 8,50mm; la lunghezza del cefalotorace è di 4,10mm; e la larghezza è di 3,40mm.

## Distribuzione
La specie è stata reperita nella Russia centrale: l'olotipo maschile è stato rinvenuto 5 chilometri a sudest di Rachmanovskiye Klyuchi, nei Monti Katun, appartenenti alla sezione russa dei Monti Altaj.

## Tassonomia
Appartiene all'azyuzini-group, le cui caratteristiche peculiari sono: l'embolus largo e l'escrescenza dell'apofisi paleale di forma peculiare.
Al 2016 non sono note sottospecie e dal 2016 non sono stati esaminati nuovi esemplari.